# Nowawieś (gromada w powiecie krotoszyńskim)
Nowawieś – dawna gromada, czyli najmniejsza jednostka podziału terytorialnego Polskiej Rzeczypospolitej Ludowej w latach 1954–1972.
Gromady, z gromadzkimi radami narodowymi (GRN) jako organami władzy najniższego stopnia na wsi, funkcjonowały od reformy reorganizującej administrację wiejską przeprowadzonej jesienią 1954 do momentu ich zniesienia z dniem 1 stycznia 1973, tym samym wypierając organizację gminną w latach 1954–1972.
Gromadę Nowawieś z siedzibą GRN w Nowejwsi (w obecnej pisowni Nowa Wieś) utworzono – jako jedną z 8759 gromad na obszarze Polski – w powiecie krotoszyńskim w woj. poznańskim, na mocy uchwały nr 27/54 WRN w Poznaniu z dnia 5 października 1954. W skład jednostki weszły obszary dotychczasowych gromad Budy, Nowawieś i Wyki ze zniesionej gminy Rozdrażew oraz obszar  dotychczasowej gromady Cegielnia ze zniesionej gminy Dobrzyca w tymże powiecie. Dla gromady ustalono 11 członków gromadzkiej rady narodowej.
1 stycznia 1962 z gromady Nowawieś wyłączono miejscowość Cegielnia, włączając ją do gromady Koźmin w tymże powiecie, po czym gromadę Nowawieś zniesiono, a jej (pozostały) obszar włączono do gromady Rozdrażew tamże.